# Jatropha glauca
Jatropha glauca är en törelväxtart som beskrevs av Vahl. Jatropha glauca ingår i släktet Jatropha och familjen törelväxter. Inga underarter finns listade i Catalogue of Life.